# Rhododrilus kermadecensis
Rhododrilus kermadecensis är en ringmaskart som beskrevs av Benham 1905. Rhododrilus kermadecensis ingår i släktet Rhododrilus och familjen Acanthodrilidae. Inga underarter finns listade i Catalogue of Life.